# Pocisk miłości
Pocisk miłości – wydany w 1991 roku album T.Love, pierwszy nagrany przez nich w zupełnie nowym składzie po powrocie Muńka Staszczyka z Anglii.

## Lista utworów
Strona A
1. „Rewolucja” – 2:45
2. „Na bruku” – 4:08
3. „Pocisk miłości” – 4:25
4. „Warszawa” – 4:08
5. „Sarah” – 5:07

Strona B
1. „Dirty Streets of London” – 3:01
2. „Mad Love” – 4:12
3. „Make Love Not War (in the 90's)” – 3:35
4. „Mover” – 3:33
5. „Don't Go Paul” – 2:33

### CD
1. „Rewolucja” – 2:46
2. „Na bruku” – 3:54
3. „Pocisk miłości” – 4:33
4. „Warszawa” – 4:15
5. „Sarah” – 5:05
6. „Dirty Streets Of London” – 3:03
7. „Mad Love” – 4:14
8. „Make Love Not war (in the 90's)” – 3:40
9. „Mover” – 3:36
10. „Don't Go Paul” – 2:35
11. „Acid Mover” – 3:09

## Skład
- Zygmunt Staszczyk – wokal
- Jan Benedek – gitara solowa
- Krzysztof Szymański – gitara elektryczna
- Przemysław Wójcicki – gitara basowa
- Jarosław Polak – perkusja, instrumenty perkusyjne

gościnnie
- Dorota Dzienkiewicz – chórek (8, 9)
- Wojciech Konikiewicz – instrumenty klawiszowe (3 - 5, 8, 9)
- Szymon Wysocki – instrumenty klawiszowe (2)
- Andrzej Przybielski – trąbka (4)
- Tomasz Pierzchalski – saksofon tenorowy (7 - 9)
- Piotr Korzeniowski – trąbka (8, 9)
- Przemysław Bychawski – puzon (8, 9)